# 達尼埃萊·莫里
達尼埃萊·莫里（義大利語：Daniele Mori；1990年6月28日—）是一位意大利足球運動員。在場上的位置是中後衛。他現在效力於意大利足球丙級聯賽球隊阿斯科利足球俱樂部。